# 古内義如
古内 義如（ふるうち よしゆき、寛永8年〈1631年〉 - 寛文13年6月12日〈1673年7月25日〉）は、江戸時代前期の仙台藩伊達家の家臣。仙台藩奉行。通称は志摩。家格は着座。

## 生涯

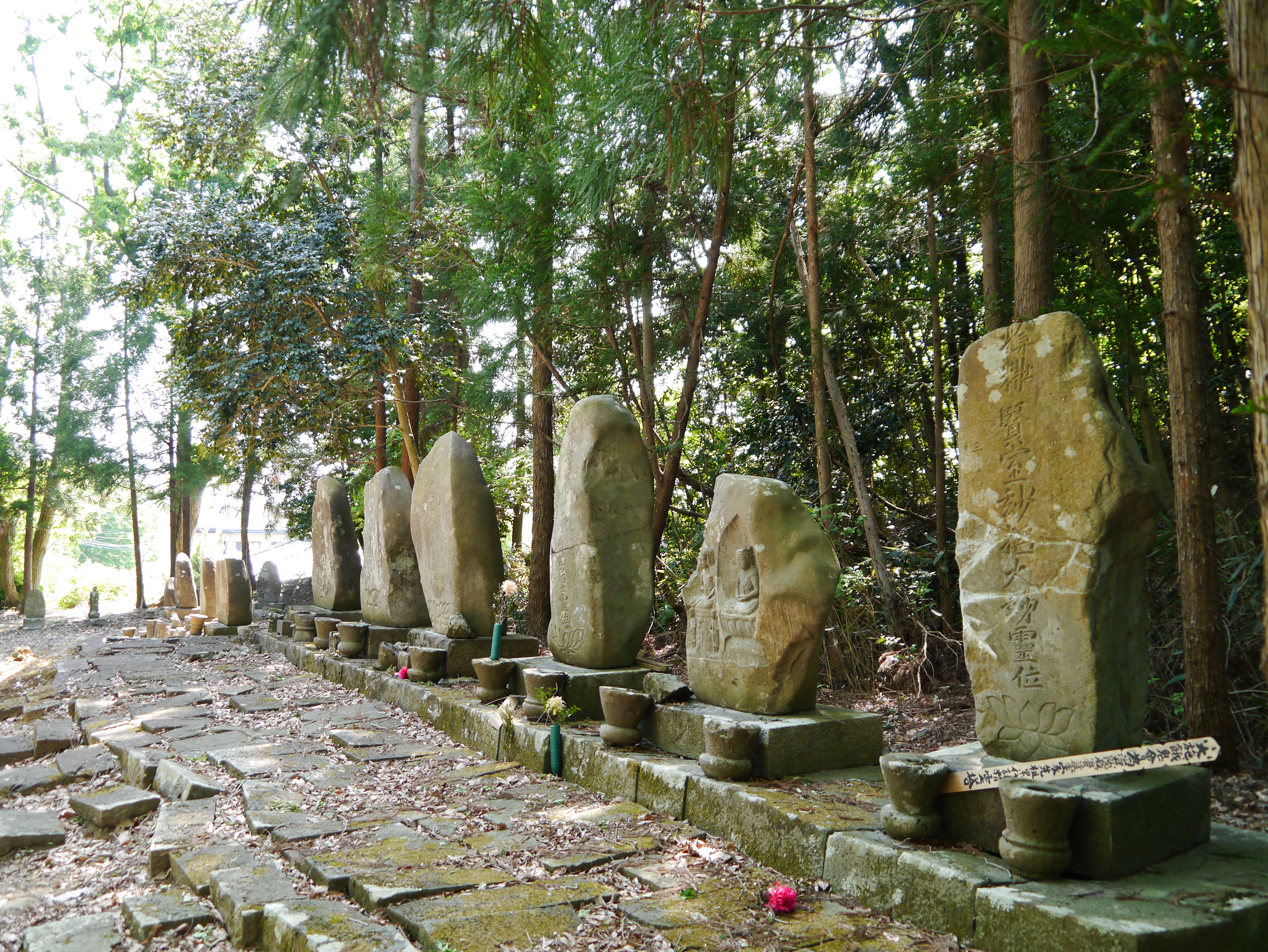
古内義如の墓

寛永8年（1631年）、岩沼古内家の別家で、岩沼古内家の祖古内実綱の次男古内義実の子として生まれる。
承応元年（1652年）に父の古内義実、明暦元年（1655年）には母が亡くなり、慈眼寺を建立して菩提を弔う。
万治3年（1660年）に評定役、寛文6年（1666年）には奉行に昇進し、禄3283石となる。
寛文9年（1669年）に弟の古内義連に分知して別家とし、横沢庸範にも分知する。
寛文11年（1671年）3月、大老酒井忠清の屋敷で、伊達宗重（安芸）と伊達宗倫（式部）の所領紛争の裁判を行っている時に刀傷事件（寛文事件・伊達騒動）が発生した。古内義如も国老証人として召集されていたが、運よく席をはずしていて難をまぬがれた。その後、宇和島藩邸に留め置かれたが、帰参許可が得られ、仙台藩へは10月に帰国した。
その後、病を患い、寛文13年（1673年）6月12日、病にて没した。享年43。
墓所は仙台市の慈眼寺。戒名は涼樹院殿前州刺史一源曹性居士。

## 系譜
- 父:古内義実
- 母:不詳（横沢将監の娘）
- 弟: 古内義連
- 妻:長（松前安広の娘）
  - 養子: 古内義憲（実父は松前安広）